# Meteorit

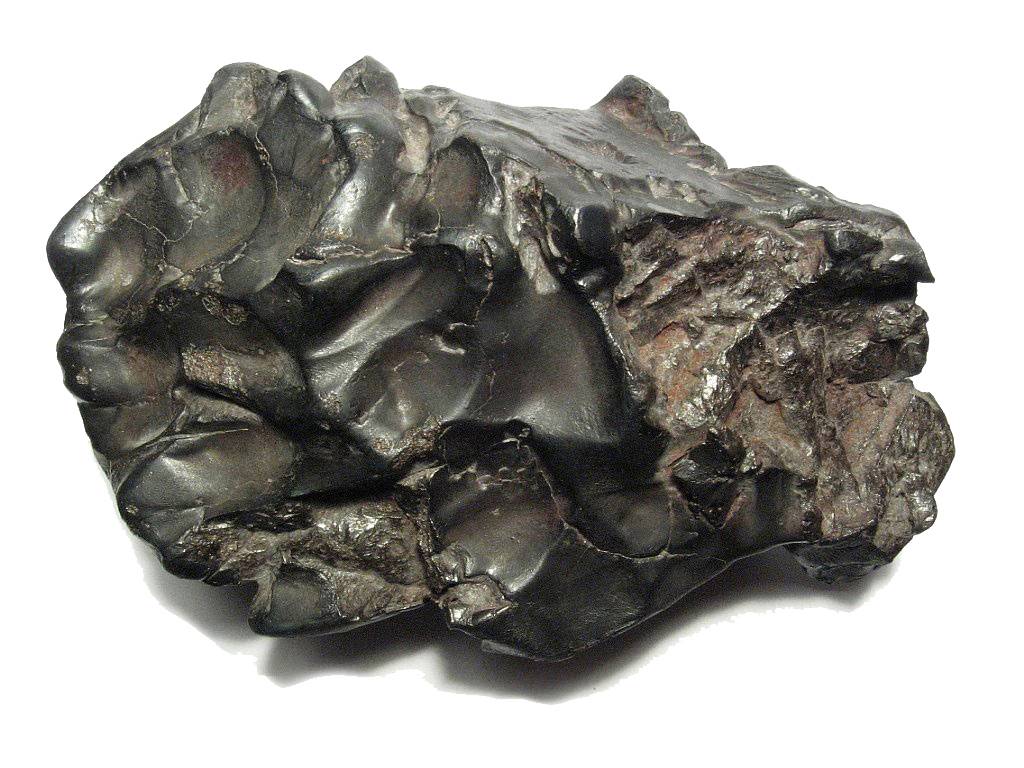
Meteorit (siderit)

Meteorit je menší kosmické těleso (původně meteoroid), které díky příznivým podmínkám dopadlo na povrch Země, popřípadě jiné planety. Pokud středně velký nebo větší meteoroid vletí do zemské atmosféry, lze pozorovat světelný jev, který se nazývá meteor, v případě větší jasnosti bolid. Rychlost meteorů v atmosféře dosahuje obvykle od 11 do 72 km/s. Pro malá tělesa se používá označení mikrometeorit.
Většina těles se při průletu zemskou atmosférou roztaví a vypaří. Zda aspoň část tělesa dopadne na zem, závisí na několika okolnostech, z nichž nejdůležitější je hmotnost původního meteoroidu a rychlost, s jakou vstoupil do atmosféry (při rychlosti 11 km/s může na zem dopadnout i meteoroid o původní hmotnosti 10 kg). Dalším faktorem je struktura meteoroidu: železné meteoroidy (siderity) při průletu atmosférou méně odtávají, takže s větší pravděpodobností doletí až na zem. Křehčí chondritické meteory se obvykle rozpadnou na menší části, které se snadněji vypaří; proto jen při velké vstupní hmotnosti mohou dopadnout na zem. Z hlediska pozorování a dopadu je důležitá výška, v jaké meteor přestal zářit. Je-li to více než 30 km nad zemí, pak je velká pravděpodobnost, že se celé těleso vypařilo v atmosféře.

## Zásahy člověka
Na světě je známo několik případů zásahů člověka meteoritem. Téměř vždy se však o člověka jen otřel a způsobil mu pouze lehčí až středně těžká zranění a neohrozil ho přímo na životě. V jednom případě však meteorit člověka zasáhl přímo. Tento případ se udál v roce 1954, kdy meteorit zasáhl obytnou budovu v USA a následně popálil spící ženu.

## Dělení

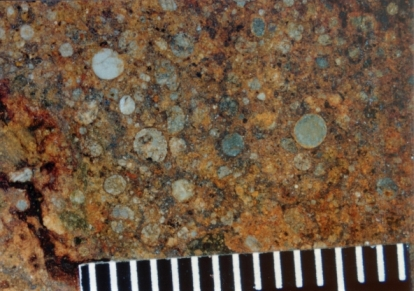
Chondrule v meteoritu

Meteority se dělí na dva základní typy – chondrity a siderity. Podle složení lze meteority dělit na železné, kamenoželezné a kamenné, přičemž kamenné jsou nejhojnější.
Meteority pocházející přímo z komet neexistují – kometární materiál je příliš křehký na to, aby přežil let atmosférou.
- Chondrit je meteorit složený především z křemičitanů.[3] Na průřezu jsou patrné kulové granule, které se jmenují chondrule. Tyto útvary daly tomuto typu meteoritů jeho jméno. Jsou složeny především z olivínu a pyroxenu. V pozemských podmínkách jsou velmi reaktivní a rychle se erodují.
- Siderit (nezaměňovat s minerálem siderit) je složen především ze železa a niklu. Na rozdíl od chondritů, které po celé trvání sluneční soustavy neprošly chemickým ani horotvorným procesem, pocházejí siderity pravděpodobně z jader rozbitých planetek. Při leptání železných meteoritů dochází k vzniku tzv. Widmanstättenových obrazců.

## Naleziště

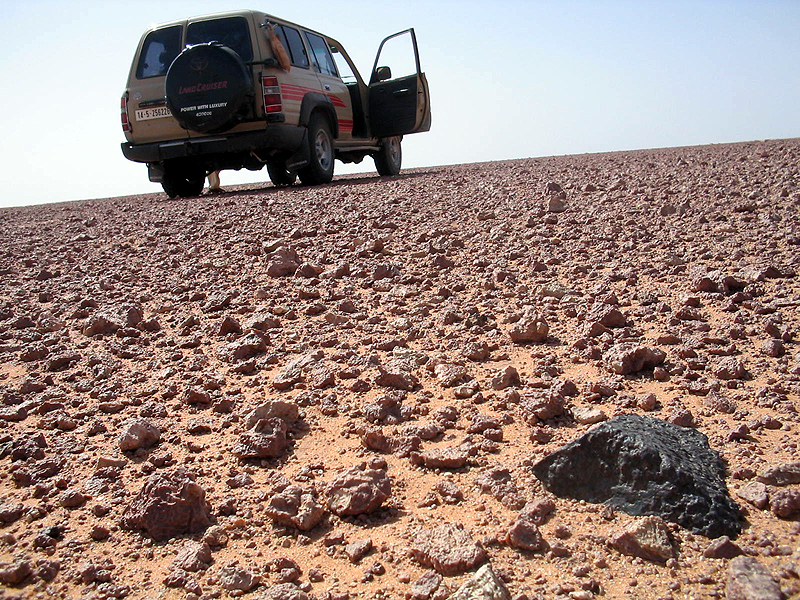
Hledání meteoritů na poušti v Libyi

Meteority jsou nacházeny po celém světě. Nejlépe se nacházejí meteority železné, jelikož jsou vůči okolí velmi atypické a tedy snadno rozpoznatelné. Dalším důvodem je, že příliš nepodléhají rozrušování okolním prostředím. Chondrity jsou po dopadu málo odolné a při dešti se většinou rozpadají. Navíc se často podobají okolní hornině, což ztěžuje jejich lokalizaci.
Největší koncentrace meteoritů jsou nacházeny v poslední době v Antarktidě, kde jsou pro jejich hledání ideální podmínky. Akumulační činností ledovce se meteority nahromadily na některých místech a díky ablaci ledu (odtávání) se postupně dostávají na povrch, kde jsou se svojí typicky tmavou barvou snadno rozpoznatelné.
Dalším význačným nalezištěm jsou pouště, kde se hledají pomocí moderních terénních vozidel. Z nich se na dálku vyhledávají tmavé kameny, které jsou i zde dobře viditelné.

### Nejhmotnější meteority
Seznam nejtěžších meteoritů dle hmotnosti. Protože se některé z nich před dopadem rozpadly na menší fragmenty, je v seznamu uvedeno i více kusů ze stejné lokality.
1. Hoba, 60 tun, Namibie – největší přirozený kus železa na Zemi
2. El Chaco, 37 tun, Argentina – nejhmotnější kus z lokality Campo del Cielo (podle novějších měření váží El Chaco jen 28,8 tun a nejtěžším kusem z lokality je tak s 30,8 tun Gancedo, nalezený později)[5]
3. Ahnighito, 31 tun, Grónsko – nejhmotnější kus z lokality Cape York
4. Aletai, 50 tun, Čína – nejtěžší kus 25 tun
5. Bacubirito, 22 tun, Mexiko
6. Agpalilik, 20 tun, Grónsko – druhý nejhmotnější kus z lokality Cape York
7. Mbosi, 16 tun, Tanzanie
8. La Sopresa, 15 tun, Argentina – druhý nejhmotnější fragment z lokality Campo del Cielo
9. Willamette, 14 tun, USA

### Mars

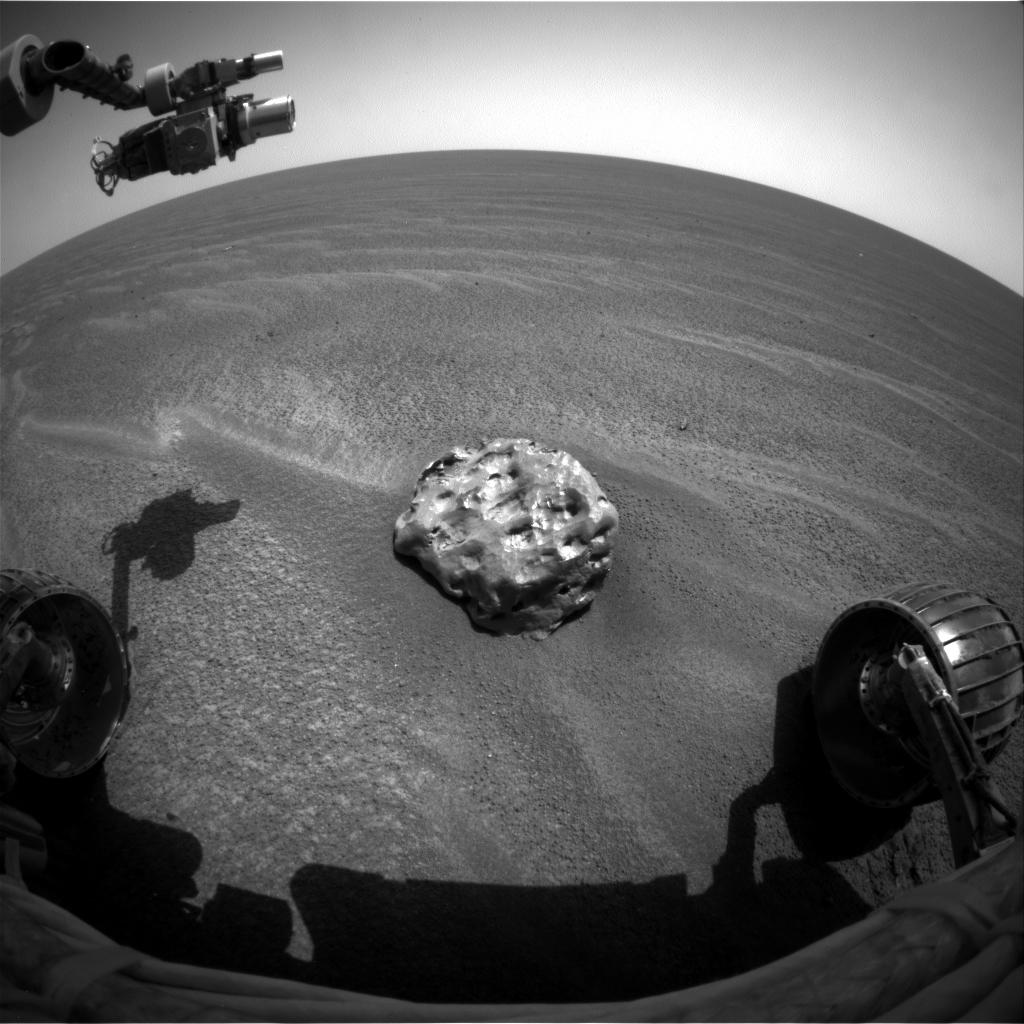
Meteorit nalezený na Marsu

V roce 2005 se podařilo objevit i první meteorit na cizím vesmírném tělesu, a to na Marsu, pomocí vozítka Opportunity. V roce 2014 byl na povrchu Marsu objeven další meteorit o velikosti 2 metrů, objev si připsal americký rover Curiosity.